# Nikolsdorf
Nikolsdorf är en ort och kommun i distriktet Lienz i förbundslandet Tyrolen i Österrike.
Kommunen består av sju orter (Ortschaften) (inom parentes invånarantal 1 januari 2024):

- Damer (17)
- Lengberg (116)
- Lindsberg (19)
- Michelsberg (11)
- Nikolsdorf (576)
- Nörsach (126)
- Plone (8)